# جیا شیوچوان
جیا شیوچوان (انگلیسی: Jia Xiuquan؛ زادهٔ ۹ نوامبر ۱۹۶۳) بازیکن سابق و مربی فوتبال اهل چین است.
از باشگاه‌هایی که در آن بازی کرده‌است می‌توان به باشگاه فوتبال گامبا اوساکا و باشگاه فوتبال پارتیزان اشاره کرد.
وی همچنین در تیم ملی فوتبال چین بازی کرده‌است.